# James Henry (Jurist)
James Henry (* 1731 im Accomack County, Colony of Virginia; † 9. Dezember 1804 im Northumberland County, Virginia) war ein US-amerikanischer Jurist und Politiker. Im Jahr 1780 war er Delegierter für Virginia im Kontinentalkongress.
Nach einem Jurastudium an der University of Edinburgh in Schottland und seiner Zulassung als Rechtsanwalt begann James Henry in Virginia in diesem Beruf zu arbeiten. Gleichzeitig schlug er dort eine politische Laufbahn ein. Zwischen 1772 und 1774 saß er im kolonialen Parlament, dem House of Burgesses. In den Jahren 1776, 1777, und 1779 gehörte er dann dem Abgeordnetenhaus von Virginia an. Im Jahr 1780 vertrat er seinen Staat im Kontinentalkongress. Zwischen 1782 und 1800 bekleidete er verschiedene Richterstellen in seiner Heimat. James Henry starb am 9. Dezember 1804.